# Piper tsangyuanense
Piper tsangyuanense là một loài thực vật có hoa trong họ Hồ tiêu. Loài này được P.S. Chen & P.C. Zhu miêu tả khoa học đầu tiên năm 1979.